# Cassyma mixoleuca
Cassyma mixoleuca là một loài bướm đêm trong họ Geometridae.